# دانيال الأول
البطريرك دانيال الأول بطريرك أنطاكية وسائر المشرق للروم الأرثوذكس وخليفة بطرس وبولس لكنيسة أنطاكية الأرثوذكسية بين عامي (1767 - 1791). خضعت خلال فترة بطريركيته أبرشية حلب مرة أخرى لبطريركية أنطاكية بعد أن كانت تابعة لبطريركية القسطنطينية. استقال طواعية في 15 كانون الأول 1791.